# Hendrik Jan Smidt
Hendrik Jan Smidt (ur. 11 października 1831 w Assen, zm. 14 marca 1917 w Hadze) – holenderski polityk.

## Życiorys
Był synem handlarza winem Eerke Albertsa Smidta  i Gebiny Hermanny Aleidy Johanny Hilbrants. Studiował prawo  na Uniwersytecie w Groningen, który ukończył z wyróżnieniem w 1851 roku. W latach 1851-1866 pracował w zawodzie w Assen. Był w latach 1857-1866 archiwistą w Drenthe, a potem sekretarzem stanu. W latach 1871-77 był reprezentantem okręgu Assen w Tweede Kamer, a w latach 1881-1891 z okręgu Emmen. W latach 1877–1879 i 1891–1894 pełnił funkcję ministra sprawiedliwości. W latach 1885-1888 pełnił funkcję gubernatora Surinamu. W maju 1885 roku zgodził się przyjąć nominację, zastrzegając sobie trzyletni okres pełnienia tej funkcji. 30 lipca przyjechał wraz z żoną do Surinamu. Uważał, że funkcjonowanie kolonii wymaga zmian. Przeprowadził reformę administracji, między innymi zlikwidował wynajem lokali w domach urzędników, wprowadził statki parowe, obniżył cło na wywóz cukru równocześnie podnosząc opłaty za przywóz towarów luksusowych i takie jak opium, tytoń, cygara i spirytus. 10 lipca 1888 złożył dymisję i wrócił do kraju. 
Był dwukrotnie żonaty. Z pierwszą żoną Marią van Uildriks (zm. 1894) miał dwóch synów i dwie córki. W 1895 roku ożenił się ponownie z Pompeją Johanną Diederiką Houwink. Drugie małżeństwo było bezdzietne. 